# عبد الواحد محمد
عبد الواحد محمد عبد الواحد ويشتهر عبد الواحد محمد (مواليد المنصورة، الدقهلية، مصر) هو روائي وكاتب صحفي مصري، وعضو اتحاد كتاب مصر واتحاد كتاب العرب ونادي القصة المصري ونقابة الصحفيين الإلكترونيين المصرية. أصدر أول رواية عربية عن عالم ذوي الإعاقة عام 2017 بعنوان «بدون أحزان».

## دراسته
حصل علي درجة البكالوريوس من كلية التجارة بجامعة القاهرة.

## مسيرته المهنية
نشر في الأهرام الورقي الجديد في أوتاوا، وقد نشرت أعماله الأدبية في العديد من الصحف والمجلات في مختلف البلدان من بينها "العربي" الكويتية و"الرافد" الإماراتية و"الدوحة" القطرية و"الأهرام المسائي" و"الجمهورية" و"الوفد" و"أخبار الأدب" المصرية و"الحياة الجزائرية و"الأيام" الفلسطينية و"الوطن" العمانية و"الخليج" البحرينية و"المجلة العربية" السعودية و"فاس" المغربية و"الثقافة" التونسية و"الشروق" الجزائرية و"العالم" العراقية و"الدستور" الأردنية. كما أجرى حوارات صحفية مع عدد من أعلام الأدب العربي من بينهم أنيس منصور وسعد الدين وهبة وعبد الوهاب مطاوع وغيرهم.
روائيًا نشرت له رواية «جميلة» عن العلاقات المصرية الجزائرية، ورواية «حارس مرمى» وعرضت مقتطفات من النضال الفلسطيني، وأول رواية عربية عن عالم ذوي الإعاقة بعنوان «بدون أحزان».

## مؤلفاته
- «حارس مرمي» (رواية)، 2015
- «جميلة» (رواية)، 2016
- «بدون أحزان» (رواية)، 2017[5][6]
- «حارة النت» (رواية)، 2017